# اوه عزیز من
اوه عزیز من (به انگلیسی: Oh My Baby; کره‌ای: 오 마이 베이비) یک مجموعهٔ تلویزیونی کره جنوبی سال ۲۰۲۰ با بازی جانگ نا-را، گو جون، پارک بیونگ-اون و جونگ گون جو است. این مجموعه از ۱۳ مه تا ۲ ژوئیه ۲۰۲۰، روزهای چهارشنبه و پنجشنبه ساعت ۲۲:۵۰ (کی‌اس‌تی) از تی‌وی‌ان برای ۱۶ قسمت پخش شد. این مجموعه از ۳ ژوئیه ۲۰۲۲ برای استریم در نتفلیکس در ایالات متحده در دسترس است.

## بازیگران

### اصلی
- جانگ نا-را در نقش جانگ ها ری
- گو جون در نقش هان یی سانگ
- پارک بیونگ-اون در نقش یون جه یونگ
- جونگ گون جو در نقش چوی کانگ او

### مکمل
- کیم جه-هوا در نقش شیم جونگ هوا
- بک سونگ هی در نقش پارک یون هو[۲]
- لیزی در نقش چوی هیو جو
- جونگ سون کیونگ در نقش لی سو یون
- کیم هه اوک در نقش لی اوک ران
- لی می دو در نقش کیم اون یونگ[۳][۴]
- جو هی بونگ در نقش نام سو چول
- یون جونگ هون در نقش یون سونگ هو[۵]
- کیم جونگ هوا در نقش جونگ این آه[۶]
- وانگ جی-هه در نقش سو جونگ وون
- کیم یه-ریونگ در نقش لی اوک هی
- لی هان وی در نقش پارک جه هان
- یو سونگ موک در نقش کیم چول جونگ

### حضور ویژه
- جانگ گوانگ در نقش رئیس جو (قسمت ۴)
- لی دونگ گون
- یو هه هیون
- جون هه بین